# 주닐
주닐(본명: 허준일(許埈一), 1985년 1월 18일 ~ )은 대한민국의 영화 감독 겸 시나리오 작가이다.

## 작품

### 영화
- 《비만 가족》 (2007) / 각본